# 渡辺瞳
渡辺 瞳（わたなべ ひとみ、1985年7月10日 - ）は、日本の女優。神奈川県出身。血液型A型。
ドルチェスターに所属していた。

## 来歴・人物
2002年におちまさとプロデュースによって、ボーカルユニット「YeLLOW Generation」の「ヒトミ」としてデビュー。ユニット時代の所属事務所は研音。同年に発売のCDの作品である2ndシングル「北風と太陽」や3rdシングル「CARPE DIEM〜今、この瞬間を生きる〜」がデビュー作品となった。
また、近年ではテレビドラマ、CMなどにも出演している。

## 出演

### テレビドラマ
- 京都へおこしやす!（2008年1月、毎日放送） - いち乃役
- 土曜ワイド劇場「検事・朝日奈耀子7 生きたまま死後硬直!?医師の顔を持つ女検事vs“4回殺された男”時間逆流トリック!」（2009年3月7日、テレビ朝日）
- 月曜ゴールデン「万引きGメン・二階堂雪18 緊急遺言」（2009年8月17日、TBS）
- 土曜ワイド劇場「検事・朝日奈耀子8 医師&検事〜2つの顔を持つ女!空飛ぶ注射針トリック!?殺人犯を透視する“女”の罠」（2009年10月31日、テレビ朝日）
- 土曜ワイド劇場「検事・朝日奈耀子14 医師&検事〜2つの顔を持つ女!500円弁当と同じ味の高級料理!?カリスマシェフ連続殺人を愛妻レシピが解く」（2013年10月26日、テレビ朝日）
- OV監督「願い」（2014年7月7日、フジテレビ）

### CM
- JR東日本「東京ステーションスカイ」

### 舞台
- OJI〜ヘンテコリンなわんぱくおじさん〜（2007年）
- 黒子ノ譲志（2008年）
- 劇女一番「女子八犬伝」（2011年4月、小劇場楽園）
- D'TOT 3rd act「FRAG-新撰組Vermilion Order-」（2011年8月、中目黒キンケロ・シアター/相鉄本多劇場）
- HYBRID PROJECT Vol.5「MIDNIGHT DREAM〜機械城奇譚〜」（2011年11月、中目黒キンケロ・シアター）
- HYBRID PROJECT Vol.6「FLYING PANCAKE」（2012年2月、中目黒キンケロ・シアター）
- トライフルエンターテインメントプロデュース「Panelist Drive」（2012年5月、シアターサンモール）
- 演劇集団Z団 キタムラ印 プロデュース公演 #1「VERSUS -バーサス-」（2012年8月、ウッディシアター中目黒）
- Stylish Shine!!プロデュース 「テガミ」（2012年9月、シアターグリーン BIG TREE THEATER）
- アリスインプロジェクト×劇団北京蝶々「ダウト!-国立公安女子校-」（2012年10月、博品館劇場）
- トライフルエンターテインメントプロデュース 「吐息雪色」（2012年12月、中野ザ・ポケット）
- Be With ダブルフェイスシアター「灰とダイヤモンド Rouge」（2013年2月、ワーサルシアター）
- TEAM花時「東京梨畑〜炎のアルゼンチンタンゴ」(2013年4月、中目黒キンケロ・シアター)
- 疾駆猿「VAGUENIGMA」(2013年11月、SPACE雑遊)
- ミュージカル「FLY ME TO THE DREAM　〜夢の欠片の向こう側〜」 (2014年1月、品川六行会ホール)
- 「泣いてたまるか！！いのちのしるし」（2014年3月、中野ザ・ポケット）
- 「暗転セクロス」（2014年10月、上野ストアハウス）
- 劇団居酒屋ベースボール「人の類い、十二の亜種」（2014年12月、下北沢Geki地下リバティ）

## CD

### シングル
- LOST Generation（2002年6月5日）
- 北風と太陽（2002年8月21日、毎日放送『ドラマ30・ドレミソラ』主題歌）
- CARPE DIEM 〜今、この瞬間を生きる〜（2002年11月20日）
- うたかた/春雷（2003年5月14日）
- 夜空に咲く花 〜eternal place〜（2003年9月18日）
- 扉の向こうへ（2004年1月28日、毎日放送『鋼の錬金術師』エンディングテーマ）

### アルバム
1. CARPE DIEM（2002年12月11日）
2. life-sized portrait（2005年8月10日 / 本人作詞・小西康陽作曲のソロ曲「レモナーデ」が収録されている。）
3. GOLDEN☆BEST YeLLOW Generation（2010年12月22日）